# わたしの恋は星まかせ
『わたしの恋は星まかせ』（わたしのこいはほしまかせ）は、あさぎり夕による日本の漫画作品、およびそれを表題作とした漫画短編集。
『なかよし』（講談社）1980年1月号に掲載された。単行本は同社の講談社コミックスなかよしより刊行。

## 書誌情報
あさぎり夕 『わたしの恋は星まかせ』 講談社〈講談社コミックスなかよし〉、1980年6月5日第1刷発行、ISBN 4-06-108358-9
表題作のほか、以下の読み切り3作品が同時収録されている。
- 秋色ポートレート（なかよしデラックス1979年9月号掲載）
- 初恋かくれんぼ（なかよし1980年3月号掲載）
- 妖精組曲 銀の森の伝説（同1978年12月号掲載）